# علي بن عبد الرحمن بن الجراح المقرئ
علي بن عبدالرحمن بن هارون بن عيسى بن هارون ابن الجراح الرئيس أبو الخطّاب المقرئ النحوي. مما يبين أهمية الموضوع: أن المترجم له كان واحدا من أهم المقرئين، قال عنه الذهبي: "تلا عليه أمم،
وختم عليه عدة". ، وقال ابن الجزري: "وانتهت إليه رئاسة القراءة".
ولد سنة (410هـ)، كان إمام أمير المؤمنين المستظهر بالله في التراويح، وكذلك أمَّ بالمقتدي، وكان مقرئًا نحويًا حسن الكتابة عالمًا باللغة، ختم عليه جماعة، وصنف في القراءات.
قال عنه أبو الحسن القفطي: «حسن الإقراء. وأخذ الناس عنه، وختم عليه الجمع الكثير ببغداد. وكان يقول الشعر، ويفيد علم النحو واللغة».
وقال عنه الذهبي: «كان حسن الإقراء والأخذ، ختم عليه خلق».
وقال أبو الخير ابن الجزري: «إمام مقرئ كامل حسن الكتابة مجود التلاوة».
من شيوخه: أبو القاسم عبد الملك ابن محمد الواعظ، أبو بكر محمد بن عمر النجار، ابن الصقر الدينوري.
ومن تلامذته: عبد الوهاب بن المبارك الأنماطي، وعمر المغازلي.
توفي يوم الثلاثاء العشرين من ذي الحجة سنة (497هـ).

## اسمه ونسبه
علي بن عبدالرحمن بن هارون بن عيسى بن هارون ابن الجراح الرئيس أبو الخطّاب المقرئ النحوي.

## مولده ونشأته
ولد سنة (410هـ)، كان إمام أمير المؤمنين المستظهر بالله في التراويح، وكذلك أمَّ بالمقتدي، وكان مقرئًا نحويًا حسن الكتابة عالمًا باللغة، ختم عليه جماعة، وصنف في القراءات.

## قالوا عنه
1/ قال أبو الحسن القفطي: «حسن الإقراء. وأخذ الناس عنه، وختم عليه الجمع الكثير ببغداد. وكان يقول الشعر، ويفيد علم النحو واللغة».
2/ قال الذهبي: «كان حسن الإقراء والأخذ، ختم عليه خلق».
3/ قال السلفي: «إمام في اللغة، وشعره ففي أعلى درجة، وخطه فمن أحسن الخطوط، والقول يتسع في فضائله، وكان يصلي بأمير المؤمنين المستظهر بالله التراويح».
4/ قال الذهبي: «كان شافعيا ثقة صدوقا عالما».
5/ قال الشجاع الحافظ: «أحد القراء الحفاظ المتقنين، من أهل الفضل والأدب، وله شعر جيد مدون».
6/ قال أبو الخير ابن الجزري: «إمام مقرئ كامل حسن الكتابة مجود التلاوة».

## شيوخه
1/ أبو القاسم عبد الملك ابن محمد الواعظ.
2/ أبو بكر محمد بن عمر النجار.
3/ ابن الصقر الدينوري.

## تلامذته
1/ عبد الوهاب بن المبارك الأنماطي.
2/ عمر المغازلي.
3/ الحافظ السلفي.
4/ أبو محمد سبط الخياط.
5/ أبو الكرم الشهرزوري.
6/ سعد الله بن الدجاجي.
7/ عبد الوهاب الأنماطي.
8/ ابن ناصر.
9/ عمر المغازلي.
10/ أسعد بن بلدرك.

## مؤلفاته
المسعدة، وهي قصيدة في القراءات.

## وفاته
توفي يوم الثلاثاء العشرين من ذي الحجة سنة (497هـ).

## أهمية الموضوع
كان واحدا من أهم المقرئين، قال عنه الذهبي: «تلا عليه أمم، وختم عليه عدة». ، وقال ابن الجزري: «وانتهت إليه رئاسة القراءة».
علي بن عبدالرحمن بن هارون بن عيسى بن هارون ابن الجراح الرئيس أبو الخطّاب المقرئ النحوي.